# Park Jiřiny Haukové a Jindřicha Chalupeckého

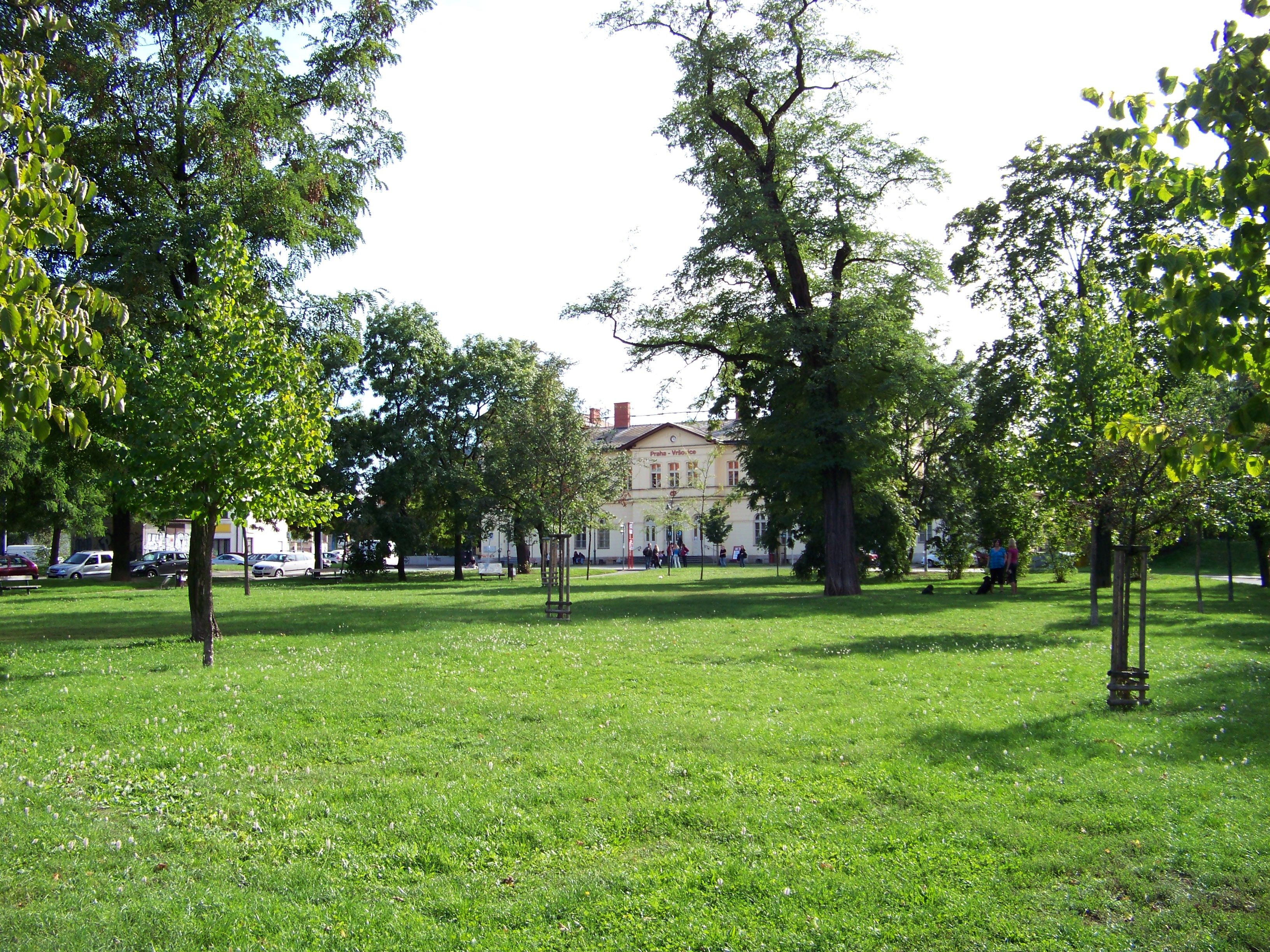
Park v roce 2012, před rekonstrukcí

Park Jiřiny Haukové a Jindřicha Chalupeckého se nachází ve Vršovicích v Praze 10 před Vršovickým nádražím mezi ulicemi Vršovická, U Vršovického nádraží a Ukrajinská. Samotným parkem prochází ulice Jiřiny Haukové a Jindřicha Chalupeckého.

## Historie a popis
Parková plocha u Vršovického nádraží vznikla už v roce 1938. V roce 2014 ho Praha 10 prostřednictvím pražského magistrátu přejmenovala na park Jiřiny Haukové a Jindřicha Chalupeckého (po básnířce a teoretiku umění, kteří významnou část života prožili ve Vršovicích). Nedaleký parčík před budovou školy na protější, severní straně Vršovické ulice byl v roce 2021 pojmenován po významném básníkovi a výtvarníkovi Park Jiřího Koláře.
V rámci rekonstrukce bylo v parku vybudováno i tzv. „agility hřiště“, výcvikový areál pro psy.
V roce 2020 vyhlásila Praha 10 mezinárodní soutěž na umělecké dílo, které by připomínalo odkaz Jindřicha Chalupeckého a Jiřiny Haukové. Vítězným návrhem se stal „hybridní billboard“, který bude kombinací citátů básnířky a teoretika umění vytvářet zcela nové texty. Realizace je plánována na rok 2022.